# Стефан Лековић
a
Стефан Лековић (9. јануар 2004) српски је фудбалер који тренутно наступа за Виљареал Б, на позајмици из Црвене звезде.
Српски фудбалер Стефан Лековић се у јуну месецу вратио из Виљареала Б са позајмице у Црвену Звезду.

## Статистика

### Клупска
Ажурирано 9. јануара 2024.
|                                |          |                    |    |   |   |   |   |   |   |   |    |   |  |  |
| Графичар (позајмица)           | 2021/22. | Прва лига Србије   | 16 | 0 | — | — | — | — | — | — | 16 | 0 |  |  |
|                                |          |                    |    |   |   |   |   |   |   |   |    |   |  |  |
| Црвена звезда                  | 2022/23. | Суперлига Србије   | 12 | 1 | 1 | 0 | 0 | 0 | — | — | 13 | 1 |  |  |
| Црвена звезда                  | 2023/24. | Суперлига Србије   | 0  | 0 | — | — | — | — | — | — | 0  | 0 |  |  |
| Црвена звезда                  | Укупно   | Укупно             | 12 | 1 | 1 | 0 | 0 | 0 | — | — | 13 | 1 |  |  |
|                                |          |                    |    |   |   |   |   |   |   |   |    |   |  |  |
| Графичар (двојна регистрација) | 2023/24. | Прва лига Србије   | 0  | 0 | — | — | — | — | — | — | 0  | 0 |  |  |
| Графичар (двојна регистрација) | Укупно   | Укупно             | 16 | 0 | — | — | — | — | — | — | 16 | 0 |  |  |
|                                |          |                    |    |   |   |   |   |   |   |   |    |   |  |  |
| Виљареал Б (позајмица)         | 2023/24. | Друга лига Шпаније | 15 | 2 | — | — | — | — | — | — | 15 | 2 |  |  |
|                                |          |                    |    |   |   |   |   |   |   |   |    |   |  |  |
| Виљареал (позајмица)           | 2023/24. | Ла лига            | 0  | 0 | 1 | 0 | — | — | — | — | 1  | 0 |  |  |
|                                |          |                    |    |   |   |   |   |   |   |   |    |   |  |  |
| Каријера                       | Каријера | Каријера           | 43 | 3 | 2 | 0 | 0 | 0 | — | — | 45 | 3 |  |  |
|                                |          |                    |    |   |   |   |   |   |   |   |    |   |  |  |

### Утакмице у дресу репрезентације
| Репрезентација Србије у узрасту до 16 година старости | Репрезентација Србије у узрасту до 16 година старости | Репрезентација Србије у узрасту до 16 година старости | Репрезентација Србије у узрасту до 16 година старости | Репрезентација Србије у узрасту до 16 година старости | Репрезентација Србије у узрасту до 16 година старости | Репрезентација Србије у узрасту до 16 година старости | Репрезентација Србије у узрасту до 16 година старости | Репрезентација Србије у узрасту до 16 година старости | Репрезентација Србије у узрасту до 16 година старости |
| #                                                     | Датум                                                 | Такмичење                                             | Локација                                              | Домаћин                                               | Резултат                                              | Гост                                                  | Гол                                                   | Реф.                                                  |                                                       |
| ----------------------------------------------------- | ----------------------------------------------------- | ----------------------------------------------------- | ----------------------------------------------------- | ----------------------------------------------------- | ----------------------------------------------------- | ----------------------------------------------------- | ----------------------------------------------------- | ----------------------------------------------------- | ----------------------------------------------------- |
| 1.                                                    | 7. новембар 2019.                                     | Пријатељска утакмица                                  | МОЛ Арена, Дунајска Стреда                            | Словачка                                              | 0 : 0                                                 | Србија                                                |                                                       | [ 13 ]                                                |                                                       |
| 1                                                     | Укупан број утакмица и постигнутих погодака           | Укупан број утакмица и постигнутих погодака           | Укупан број утакмица и постигнутих погодака           | Укупан број утакмица и постигнутих погодака           | Укупан број утакмица и постигнутих погодака           | Укупан број утакмица и постигнутих погодака           | 0                                                     |                                                       |                                                       |

| Репрезентација Србије у узрасту до 17 година старости | Репрезентација Србије у узрасту до 17 година старости                    | Репрезентација Србије у узрасту до 17 година старости                    | Репрезентација Србије у узрасту до 17 година старости                    | Репрезентација Србије у узрасту до 17 година старости                    | Репрезентација Србије у узрасту до 17 година старости                    | Репрезентација Србије у узрасту до 17 година старости                    | Репрезентација Србије у узрасту до 17 година старости | Репрезентација Србије у узрасту до 17 година старости | Репрезентација Србије у узрасту до 17 година старости |
| #                                                     | Датум                                                                    | Такмичење                                                                | Локација                                                                 | Домаћин                                                                  | Резултат                                                                 | Гост                                                                     | Мин.                                                  | Гол                                                   | Реф.                                                  |
| ----------------------------------------------------- | ------------------------------------------------------------------------ | ------------------------------------------------------------------------ | ------------------------------------------------------------------------ | ------------------------------------------------------------------------ | ------------------------------------------------------------------------ | ------------------------------------------------------------------------ | ----------------------------------------------------- | ----------------------------------------------------- | ----------------------------------------------------- |
| 1.                                                    | 20. октобар 2020.                                                        | Пријатељска утакмица                                                     | Тренинг центар Петар Милошевски, Скопље                                  | Северна Македонија                                                       | 0 : 0                                                                    | Србија                                                                   |                                                       | [ 14 ]                                                |                                                       |
| 2.                                                    | 20. октобар 2020.                                                        | Пријатељска утакмица                                                     | Тренинг центар Петар Милошевски, Скопље                                  | Северна Македонија                                                       | 0 : 0                                                                    | Србија                                                                   |                                                       | [ 15 ]                                                |                                                       |
| 2                                                     | Укупан број утакмица, постигнутих погодака и минута проведених на терену | Укупан број утакмица, постигнутих погодака и минута проведених на терену | Укупан број утакмица, постигнутих погодака и минута проведених на терену | Укупан број утакмица, постигнутих погодака и минута проведених на терену | Укупан број утакмица, постигнутих погодака и минута проведених на терену | Укупан број утакмица, постигнутих погодака и минута проведених на терену | 0                                                     |                                                       |                                                       |

| Репрезентација Србије у узрасту до 18 година старости | Репрезентација Србије у узрасту до 18 година старости                    | Репрезентација Србије у узрасту до 18 година старости                    | Репрезентација Србије у узрасту до 18 година старости                    | Репрезентација Србије у узрасту до 18 година старости                    | Репрезентација Србије у узрасту до 18 година старости                    | Репрезентација Србије у узрасту до 18 година старости                    | Репрезентација Србије у узрасту до 18 година старости | Репрезентација Србије у узрасту до 18 година старости | Репрезентација Србије у узрасту до 18 година старости |
| #                                                     | Датум                                                                    | Такмичење                                                                | Локација                                                                 | Домаћин                                                                  | Резултат                                                                 | Гост                                                                     | Гол                                                   | Реф.                                                  |                                                       |
| ----------------------------------------------------- | ------------------------------------------------------------------------ | ------------------------------------------------------------------------ | ------------------------------------------------------------------------ | ------------------------------------------------------------------------ | ------------------------------------------------------------------------ | ------------------------------------------------------------------------ | ----------------------------------------------------- | ----------------------------------------------------- | ----------------------------------------------------- |
| 1.                                                    | 20. април 2021.                                                          | Пријатељска утакмица                                                     | Тренинг центар ФС БиХ, Зеница                                            | Босна и Херцеговина                                                      | 0 : 1                                                                    | Србија                                                                   |                                                       | [ 16 ]                                                |                                                       |
| 2.                                                    | 22. април 2021.                                                          | Пријатељска утакмица                                                     | Тренинг центар ФС БиХ, Зеница                                            | Босна и Херцеговина                                                      | 0 : 1                                                                    | Србија                                                                   |                                                       | [ 17 ]                                                |                                                       |
| 3.                                                    | 21. септембар 2021.                                                      | Пријатељска утакмица                                                     | Стадион ННЦ Брдо, Крањ                                                   | Словенија                                                                | 1 : 4                                                                    | Србија                                                                   |                                                       | [ 18 ]                                                |                                                       |
| 4.                                                    | 23. септембар 2021.                                                      | Пријатељска утакмица                                                     | Стадион ННЦ Брдо, Крањ                                                   | Словенија                                                                | 1 : 0                                                                    | Србија                                                                   |                                                       | [ 19 ]                                                |                                                       |
| 5.                                                    | 7. октобар 2021.                                                         | Пријатељска утакмица                                                     | Стадион Карађорђе, Нови Сад                                              | Србија                                                                   | 1 : 1                                                                    | Италија                                                                  |                                                       | [ 20 ]                                                |                                                       |
| 6.                                                    | 9. октобар 2021.                                                         | Пријатељска утакмица                                                     | Стадион Карађорђе, Нови Сад                                              | Србија                                                                   | 1 : 2                                                                    | Италија                                                                  |                                                       | [ 21 ]                                                |                                                       |
| 6                                                     | Укупан број утакмица, постигнутих погодака и минута проведених на терену | Укупан број утакмица, постигнутих погодака и минута проведених на терену | Укупан број утакмица, постигнутих погодака и минута проведених на терену | Укупан број утакмица, постигнутих погодака и минута проведених на терену | Укупан број утакмица, постигнутих погодака и минута проведених на терену | Укупан број утакмица, постигнутих погодака и минута проведених на терену | 0                                                     |                                                       |                                                       |

| Репрезентација Србије у узрасту до 19 година старости | Репрезентација Србије у узрасту до 19 година старости                    | Репрезентација Србије у узрасту до 19 година старости                    | Репрезентација Србије у узрасту до 19 година старости                    | Репрезентација Србије у узрасту до 19 година старости                    | Репрезентација Србије у узрасту до 19 година старости                    | Репрезентација Србије у узрасту до 19 година старости                    | Репрезентација Србије у узрасту до 19 година старости | Репрезентација Србије у узрасту до 19 година старости | Репрезентација Србије у узрасту до 19 година старости |
| #                                                     | Датум                                                                    | Такмичење                                                                | Локација                                                                 | Домаћин                                                                  | Резултат                                                                 | Гост                                                                     | Мин.                                                  | Гол                                                   | Реф.                                                  |
| ----------------------------------------------------- | ------------------------------------------------------------------------ | ------------------------------------------------------------------------ | ------------------------------------------------------------------------ | ------------------------------------------------------------------------ | ------------------------------------------------------------------------ | ------------------------------------------------------------------------ | ----------------------------------------------------- | ----------------------------------------------------- | ----------------------------------------------------- |
| 1.                                                    | 9. март 2022.                                                            | Пријатељска утакмица                                                     | Кућа фудбала, Стара Пазова                                               | Србија                                                                   | 3 : 0                                                                    | Хрватска                                                                 |                                                       | [ 22 ]                                                |                                                       |
| 2.                                                    | 1. јун 2022.                                                             | Квалификације за Европско првенство                                      | Јанмар стадион, Алмере                                                   | Холандија                                                                | 1 : 2                                                                    | Србија                                                                   |                                                       | [ 23 ]                                                |                                                       |
| 3.                                                    | 4. јун 2022.                                                             | Квалификације за Европско првенство                                      | Спортпарк Зегерслот                                                      | Украјина                                                                 | 1 : 1                                                                    | Србија                                                                   |                                                       | [ 24 ]                                                |                                                       |
| 4.                                                    | 7. јун 2022.                                                             | Квалификације за Европско првенство                                      | Спортпарк Јулиана                                                        | Србија                                                                   | 3 : 2                                                                    | Норвешка                                                                 |                                                       | [ 25 ]                                                |                                                       |
| 5.                                                    | 19. јун 2022.                                                            | Европско првенство                                                       | Стадион ФК Похрон, Жјар на Хрону                                         | Србија                                                                   | 2 : 2                                                                    | Израел                                                                   | Гол                                                   | [ 26 ]                                                |                                                       |
| 6.                                                    | 22. јун 2022.                                                            | Европско првенство                                                       | СНП, Банска Бистрица                                                     | Енглеска                                                                 | 4 : 0                                                                    | Србија                                                                   |                                                       | [ 27 ]                                                |                                                       |
| 7.                                                    | 25. јун 2022.                                                            | Европско првенство                                                       | СНП, Банска Бистрица                                                     | Аустрија                                                                 | 3 : 2                                                                    | Србија                                                                   |                                                       | [ 28 ]                                                |                                                       |
| 8.                                                    | 22. септембар 2022.                                                      | Меморијални турнир „Стеван Вилотић Ћеле”                                 | Градски стадион, Суботица                                                | Србија                                                                   | 3 : 1                                                                    | Финска                                                                   |                                                       | [ 29 ]                                                |                                                       |
| 9.                                                    | 24. септембар 2022.                                                      | Меморијални турнир „Стеван Вилотић Ћеле”                                 | Стадион Милан Средановић, Кула                                           | Србија                                                                   | 0 : 3                                                                    | Португалија                                                              |                                                       | [ 30 ]                                                |                                                       |
| 10.                                                   | 17. новембар 2022.                                                       | Квалификације за Европско првенство                                      | Тренинг центар Петар Милошевски, Скопље                                  | Северна Македонија                                                       | 1 : 2                                                                    | Србија                                                                   |                                                       | [ 31 ]                                                |                                                       |
| 11.                                                   | 20. новембар 2022.                                                       | Квалификације за Европско првенство                                      | Стадион Ђорче Петров, Скопље                                             | Србија                                                                   | 4 : 0                                                                    | Сан Марино                                                               | Гол                                                   | [ 32 ]                                                |                                                       |
| 12.                                                   | 23. новембар 2022.                                                       | Квалификације за Европско првенство                                      | Стадион Ђорче Петров, Скопље                                             | Србија                                                                   | 2 : 0                                                                    | Норвешка                                                                 |                                                       | [ 33 ]                                                |                                                       |
| 13.                                                   | 22. март 2023.                                                           | Квалификације за Европско првенство                                      | Тренинг центар Краковије                                                 | Србија                                                                   | 1 : 0                                                                    | Летонија                                                                 | Гол                                                   | [ 34 ]                                                |                                                       |
| 14.                                                   | 25. март 2023.                                                           | Квалификације за Европско првенство                                      | Стадион Гарбарниа, Краков                                                | Србија                                                                   | 1 : 3                                                                    | Израел                                                                   |                                                       | [ 35 ]                                                |                                                       |
| 15.                                                   | 28. март 2023.                                                           | Квалификације за Европско првенство                                      | Тренинг центар Краковије                                                 | Пољска                                                                   | 2 : 2                                                                    | Србија                                                                   |                                                       | [ 36 ]                                                |                                                       |
| 15                                                    | Укупан број утакмица, постигнутих погодака и минута проведених на терену | Укупан број утакмица, постигнутих погодака и минута проведених на терену | Укупан број утакмица, постигнутих погодака и минута проведених на терену | Укупан број утакмица, постигнутих погодака и минута проведених на терену | Укупан број утакмица, постигнутих погодака и минута проведених на терену | Укупан број утакмица, постигнутих погодака и минута проведених на терену | 3                                                     |                                                       |                                                       |

| Репрезентација Србије у узрасту до 21 године старости | Репрезентација Србије у узрасту до 21 године старости | Репрезентација Србије у узрасту до 21 године старости | Репрезентација Србије у узрасту до 21 године старости | Репрезентација Србије у узрасту до 21 године старости | Репрезентација Србије у узрасту до 21 године старости | Репрезентација Србије у узрасту до 21 године старости | Репрезентација Србије у узрасту до 21 године старости | Репрезентација Србије у узрасту до 21 године старости | Репрезентација Србије у узрасту до 21 године старости |
| #                                                     | Датум                                                 | Такмичење                                             | Локација                                              | Домаћин                                               | Резултат                                              | Гост                                                  | Гол                                                   | Реф.                                                  |                                                       |
| ----------------------------------------------------- | ----------------------------------------------------- | ----------------------------------------------------- | ----------------------------------------------------- | ----------------------------------------------------- | ----------------------------------------------------- | ----------------------------------------------------- | ----------------------------------------------------- | ----------------------------------------------------- | ----------------------------------------------------- |
| 1.                                                    | 16. октобар 2023.                                     | Квалификације за Европско првенство                   | Мурнвју парк, Лурган                                  | Северна Ирска                                         | 1 : 2                                                 | Србија                                                |                                                       | [ 37 ]                                                |                                                       |
| 2.                                                    | 18. новембар 2023.                                    | Квалификације за Европско првенство                   | ТСЦ арена, Бачка Топола                               | Србија                                                | 0 : 3                                                 | Енглеска                                              |                                                       | [ 38 ]                                                |                                                       |
| 3.                                                    | 21. новембар 2023.                                    | Квалификације за Европско првенство                   | Кућа фудбала, Стара Пазова                            | Србија                                                | 2 : 0                                                 | Луксембург                                            |                                                       | [ 39 ]                                                |                                                       |
| 3                                                     | Укупан број утакмица и постигнутих погодака           | Укупан број утакмица и постигнутих погодака           | Укупан број утакмица и постигнутих погодака           | Укупан број утакмица и постигнутих погодака           | Укупан број утакмица и постигнутих погодака           | Укупан број утакмица и постигнутих погодака           | 0                                                     |                                                       |                                                       |

## Приватно
Његов отац је Небојша Лековић, политичар и спортски функционер.

## Трофеји и награде
Црвена звезда
- Суперлига Србије : 2022/23.[43]
- Куп Србије : 2022/23.[44]